# D.J. Fenner
Derrick Staven „D.J.” Fenner Jr (ur. 7 grudnia 1993 w Seattle) – amerykański koszykarz występujący na pozycjach rzucającego obrońcy lub niskiego skrzydłowego, od 2023 zawodnik Heroes Den Bosch.
Jest synem byłego gracza NFL – Derricka Fennera. 
19 sierpnia 2021 został zawodnikiem MKS-u Dąbrowa Górnicza. 17 grudnia 2022 dołączył do Suzuki Arki Gdynia. 25 lipca 2023 zawarł umowę z holenderskim Heroes Den Bosch.

## Osiągnięcia
Stan na 26 listopada 2023, na podstawie, o ile nie zaznaczono inaczej.

### NCAA
- Uczestnik rozgrywek turnieju NCAA (2017)
- Mistrz:
  - turnieju konferencji Mountain West (MWC – 2017)
  - sezonu regularnego Mountain West (2017)
- Zaliczony do II składu MWC (2017)

### Drużynowe
- Mistrz Bośni i Hercegowiny (2019)

### Indywidualne
- MVP kolejki EBL (14 – 2022/2023)[6]
- Zaliczony do I składu kolejki EBL (14 – 2022/2023)[7]